# اچ‌ام‌اس امس (۱۸۰۹)
اچ‌ام‌اس امس (۱۸۰۹) (به انگلیسی: HMS Ems (1809)) یک کشتی بود.